# Dol-de-Bretagne
 Dol-de-Bretagne  es una población y comuna francesa, situada en la región de Bretaña, departamento de Ille y Vilaine, en el distrito de Saint-Malo y cantón de Dol-de-Bretagne.

## Historia
Dol-de-Bretagne se convierte en el siglo VI en uno de los primeros obispados de Bretaña, de la mano de Saint Samson, su primer obispo. Más adelante, entre el siglo IX y el XI, Dol será atacada, saqueada u ocupada por los vikingos y especialmente por los normandos, instalados precisamente en la región adyacente de Normandía.
La ciudad deberá su esplendor a su situación a caballo entre Bretaña y Normandía, de la que la catedral construida esencialmente durante el siglo XIII es una buena prueba; pero seguirá sujeta a los ataques de diferentes bandos como el inglés, que durante la Guerra de los Cien Años llega a provocar un incendio que acabó con buena parte de la ciudad.
En 1790 los gobiernos revolucionarios decretan la desaparición del pequeño obispado de Dol, ciudad que queda relegada definitivamente a su condición de localidad de escasa relevancia. El ferrocarril llegará en 1864. Hoy en día Dol es una pequeña localidad de 5000 habitantes.
Entre 1790 y 1794 absorbe las comunas de Carfantain y L'Abbaye.

## Demografía
| 4511 | 4497 | 4624 | 4660 | 4629 | 4563 |
| Para los censos de 1962 a 1999 la población legal corresponde a la población sin duplicidades (Fuente: INSEE [Consultar]) |      |      |      |      |      |

## Lugares y monumentos
Sin ser abrumador, Dol-de-Bretagne alberga un interesante patrimonio arquitectónico y cultural, entre el cual se hallan siete Monumentos Históricos.
- Catedral de Saint-Samson. Construida entre los siglos XII y XIV, muestra influencias normandas e inglesas.
- Diferentes casas que remontan a la Edad Media o al siglo XVI, distribuidas en las calles del casco histórico que circundan la catedral.
- El Menhir de Champ-Dolent, de 9,30 metros de altura.
- Los restos de las murallas.